# Barra do Corda Airport
Barra do Corda Airport är en flygplats i Brasilien.   Den ligger i kommunen Barra do Corda och delstaten Maranhão, i den östra delen av landet, 1 200 km norr om huvudstaden Brasília. Barra do Corda Airport ligger 163 meter över havet.
Terrängen runt Barra do Corda Airport är platt. Närmaste större samhälle är Barra do Corda, 2,3 km väster om Barra do Corda Airport.
Omgivningarna runt Barra do Corda Airport är huvudsakligen savann. Runt Barra do Corda Airport är det glesbefolkat, med 11 invånare per kvadratkilometer.